# سالیوان استیپلتون
سالیوان استِیپلتون (انگلیسی: Sullivan Stapleton؛ زادهٔ ۱۴ ژوئن ۱۹۷۷) هنرپیشه اهل استرالیا است. وی از سال ۱۹۸۶ میلادی تاکنون مشغول فعالیت بوده‌است.
از فیلم‌هایی که وی در آن نقش داشته است، می‌توان به ۳۰۰: ظهور یک امپراطوری، دریاچه، مثل یک دختر سواری کن و قلمرو حیوانات، ایمی و مار بریده اشاره کرد.